# Schofieldiella micans
Schofieldiella micans là một loài Rêu trong họ Hylocomiaceae. Loài này được (Mitt.) W.R. Buck mô tả khoa học đầu tiên năm 1997.